# والتر مونتویا
والتر مونتویا (انگلیسی: Walter Montoya؛ زادهٔ ۲۱ ژوئیهٔ ۱۹۹۳) بازیکن فوتبال اهل آرژانتین است.
از باشگاه‌هایی که در آن بازی کرده‌است می‌توان به باشگاه فوتبال سویا اشاره کرد.